# Океанариум (Санкт-Петербург)
Океанариум Санкт-Петербурга — единственный океанариум в городе Санкт-Петербурге. Расположен в центре города в торгово-развлекательном комплексе «Планета Нептун». Работает с 27 апреля 2006 года. Ежегодно океанариум посещает 600 тысяч человек.

## Архитектура
Проект океанариума разработан финским архитектором Ханну Лайтила (фин. Hannu Laitila). Он также разработал «Дом Финляндии» в Санкт-Петербурге.

## Экспозиция
В океанариуме представлена живая коллекция, содержащая более 4500 экземпляров рыб и водных беспозвоночных, относящихся почти к 150 видам. На площади около 5000 м² расположено 57 аквариумов общим объёмом более 1,5 миллионов литров воды. Экспозиция океанариума разделена на тематические зоны:

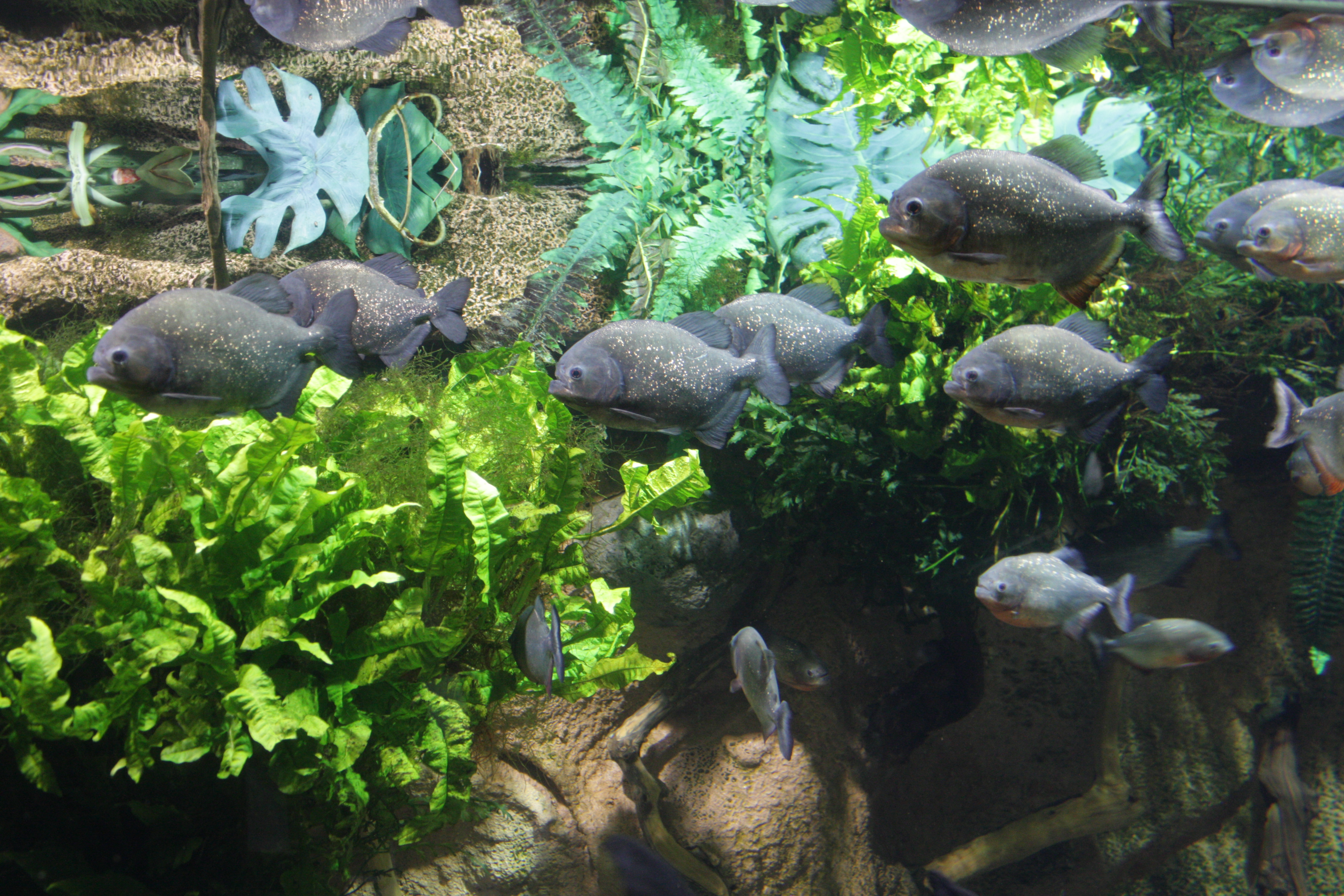
Пираньи в Санкт-Петербургском океанариуме

Рыбы умеренных и тропических широт
Экспозиция с рыбами Южной Америки, Африки, Юго-Восточной Азии. Посетители могут познакомиться с рыбами Амазонки — пираньями, арапаймами, скатами-хвостоколами, дискусами, неонами, амфибиями — квакшами, древолазами и рогатками и др.
Дорога к океану
Экспозиция, открытая в 2012 году, ведёт из пресной зоны в морскую зону. Здесь расположены 2 аквариума с морскими обитателями, один из которых — цилиндрический аквариум — имеет глубину около 7 метров.
Мир медуз
Сидя на скамейке напротив аквариума можно долго наблюдать за неторопливыми движениями медуз — ушастых аурелий.
Зона скалистого побережья
Открытые аквариумы-бассейны, в которых можно увидеть морских звёзд, мечехвостов, кошачьих акул, скатов-хвостоколов и других обитателей прибрежной зоны. В акульем питомнике можно понаблюдать за развитием эмбрионов кошачьих акул. Работает установка для имитации волны прибоя.
Главный аквариум
Главный аквариум объёмом 750 тысяч литров с прозрачным тоннелем длиной 35 м и смотровым окном 7×3 м. Площадь аквариума 290 м². Глубина 3,5 м. Движущаяся дорожка ведёт к затонувшему кораблю мимо подводных скал и коралловых рифов. В аквариуме обитают акулы (акулы-няньки, зебровая акула, чернопёрые рифовые акулы и др.), мурены, груперы. Вечером проводится шоу с акулами (со вторника по воскресенье в 19.00).
Коралловый риф
Демонстрирует разнообразие обитателей коралловых рифов — рыб и беспозвоночных (яркие рыбки, морские ежи, живые кораллы).
Рыбы и млекопитающие Северо-Запада России
Знакомит с обитателями Балтийского моря — серыми длинномордыми тюленями. Тюленариум открылся в 2007 году. Первый тюлень — самка по кличке Ума. В апреле 2007 года она была найдена раненой на берегу Финского залива в пригороде г. Санкт-Петербурга и передана в океанариум. Ещё два тюленя (самец Гоша и самка Даша) были переведены из аквариума в г. Клайпеда (Литва), где они родились в 2007 году. В марте 2018 года зал открыт после реконструкции с посадочными местами для посетителей. Создана зона с отдельными аквариумами, посвященными обитателям северных морей.

## Системы жизнеобеспечения океанариума
Основным источником подачи воды в океанариум является городская водопроводная сеть Санкт-Петербурга. Вода проходит последовательную очистку через песчаные и угольные фильтры, установку обратного осмоса. Океанариум не использует природную воду из Балтийского моря из-за её низкой солёности и сильной загрязнённости. Солёная вода приготавливается из пресной воды. Все системы жизнеобеспечения индивидуальны для каждого аквариума и работают как замкнутые системы фильтрации. В зависимости от температуры воды (от 12—14°С у крабов-пауков и 16—18°С для местных рыб до 28°С для тропических рыб) аквариумы снабжены системой обогрева или охлаждения.

## Учебный центр
Педагоги Учебного центра с 2007 года разрабатывают и проводят различные образовательные программы для школьников — тематические экскурсии и занятия.

### Конкурс «Большая Регата»
Конкурс «Большая Регата» — городской межмузейный конкурс-путешествие, организованный по инициативе Океанариума в 2008 году. Партнерами конкурса становятся музеи и образовательные организации города Санкт-Петербурга.

## Финансирование и управление
Сметная стоимость строительства океанариума в торгово-развлекательном комплексе «Планета Нептун» составила 13,8 млн евро. Срок окупаемости проекта составил 5 лет. ТРК «Планета Нептун» и Санкт-Петербургский океанариум являются собственностью ЗАО «Рубин». ЗАО «Рубин» было создано сотрудниками одного из ведущих оборонных предприятий судостроения России — Центрального конструкторского бюро морской техники «Рубин», основанного в 1901 году. В настоящее время одно из направлений работы компании — строительство коммерческих аквариумов и океанариумов.